# Tecticeps renoculis
Tecticeps renoculis is een pissebed uit de familie Tecticipitidae. De wetenschappelijke naam van de soort is voor het eerst geldig gepubliceerd in 1909 door Harriet Richardson.